# Fabrizio Ferrigno
Fabrizio Ferrigno (Napoli, 30 giugno 1973 – Catania, 14 ottobre 2020) è stato un calciatore e dirigente sportivo italiano, di ruolo centrocampista.

## Caratteristiche tecniche
Da calciatore, Fabrizio Ferrigno è stato un centrocampista di sinistra.

## Carriera

### Calciatore
Nella sua carriera ha totalizzato 71 presenze in Serie B con le maglie di Padova e Catanzaro (coi giallorossi calabresi è stato anche protagonista di una doppia promozione dalla Serie C2 alla cadetteria fra il 2002 e il 2004).
Ha ottenuto inoltre una promozione in Serie B con il Pisa nel 2007, indossando la fascia da capitano dei toscani.
Ferrigno ha debuttato nel calcio professionistico nel corso della stagione 1989-90, ottenendo 9 presenze in campionato con la maglia del Castel di Sangro, club militante in Serie C2.
Nel 1990-1991 si è trasferito nel Napoli, in massima serie, in cui, giovanissimo, non ha trovato spazio. Dal 1991 al 1993 ha giocato per il Casarano in Serie C1, ottenendo in totale 45 presenze in campionato e segnando 1 gol.
Nel 1994 si è spostato alla Reggina, club in lotta per la promozione in serie cadetta, dove ha ottenuto 4 presenze prima di passare al Benevento in C2, club che si è piazzato terzo in classifica ed ha avuto accesso ai play-off, perdendo la semifinale contro il Savoia. Con gli "stregoni", Ferrigno ha ottenuto 22 presenze in campionato, segnando 3 gol.
Nella stagione 1995-1996 è passato all'Acireale in Serie C1, ottenendo 29 presenze in campionato e segnando 3 volte.
Dal 1996 al 1998 ha giocato per il Padova, squadra di Serie B che non è riuscita a salvarsi nel corso della stagione 1997-1998. In totale, con i patavini ha collezionato 59 presenze nel campionato cadetto.
Nel 1998-99 ha giocato per il Giulianova, club che si è piazzato al quarto posto nel girone B di Serie C1 e che in seguito non è andato oltre alla semifinale play-off. In campionato ha messo a segno 4 gol in un totale di 24 presenze.
Nella stagione 1999-2000 è tornato al Padova, militando in Serie C2. Ha ottenuto 28 presenze, ed ha segnato 4 volte.
Nel 2000 è tornato al Giulianova, in Serie C1, rimanendo con la squadra abruzzese fino al 2002. In totale in questo biennio ha ottenuto 49 presenze, ed ha segnato 5 volte.
Dal 2002 al 2005 è stato nel Catanzaro. Nella prima annata in Calabria la squadra in cui ha giocato ha ottenuto l'accesso in Serie C1 pur avendo perso la finale play-off: il motivo è stato dettato dall'allargamento del numero delle squadre partecipanti alle categorie superiori. Nel 2003-04 ha conquistato con la squadra la promozione in Serie B, ed infine nel 2004-2005 la sua squadra è retrocessa ma è stata poi ripescata per le mancate iscrizioni di diverse società. Con il Catanzaro, in tale periodo Ferrigno ha giocato per 51 partite di campionato, segnando 13 gol.
Nel luglio 2005 è stato concesso alla Juve Stabia con la formula del prestito gratuito. Con le vespe ha militato in Serie C1 ottenendo 12 presenze e 1 gol prima di fare ritorno al Catanzaro in Serie B giocando 15 volte. Il club calabrese a fine stagione è retrocesso, ed è poi rinato con una nuova società a seguito della revoca dell'affiliazione al club precedente.
Nel 2006-2007 è passato al Pisa, collezionando 28 presenze e segnando 8 gol nel girone A di Serie C1, contribuendo al terzo posto in classifica, alla vittoria dei play-off e alla conseguente promozione in Serie B.
Nel 2007-2008 ha fatto ritorno a Catanzaro, militando in Serie C2 e ottenendo 21 presenze mettendo a segno un gol. Al termine della stagione, si è ritirato dal calcio giocato.

### Dirigente sportivo
L'esperienza di direttore sportivo di Fabrizio Ferrigno è iniziata a partire dal 12 giugno 2012, quando ha firmato per il Messina, militante nella Lega Pro Seconda Divisione. Con il club siciliano, durante la stagione 2012-13 da dirigente ha ottenuto una promozione in Lega Pro. Il 14 dicembre 2014 ha chiuso momentaneamente la sua esperienza con tale club.
In seguito, non avendo trovato l'accordo per approdare al Pisa, in data 10 marzo 2015 ha fatto ritorno al Messina, ricoprendo nuovamente la carica di direttore sportivo. Poco dopo la fine della sua terza stagione da dirigente nel club siculo, in cui i peloritani avevano militato in Lega Pro retrocedendo nei playout per mano della Reggina, Ferrigno ha ricevuto un avviso di garanzia circa una presunta combine nell'incontro casalingo con l'Ischia, finito 1-1. In seguito è stato scagionato completamente da ogni accusa, ed il caso è stato archiviato, assieme a quello di altri due dirigenti del Messina.
Nel 2015 è stato direttore sportivo del Catania. Nella stagione 2016-17 ha ricevuto l'incarico di d.s. alla Paganese, ed è stato premiato come miglior Direttore Sportivo di Lega Pro.

## Palmarès

### Club

#### Competizioni nazionali
- Serie C1: 2

Reggina: 1994-1995
Catanzaro: 2003-2004
- Supercoppa italiana: 1

Napoli: 1990